# 南甲佐駅
南甲佐駅（みなみこうさえき）は、かつて熊本県上益城郡甲佐町にあった熊延鉄道の駅（廃駅）である。

## 歴史
- 1956年（昭和31年）12月10日：甲佐 - 佐俣間に新設開業。
- 1964年（昭和39年）3月31日：熊延鉄道廃線に伴い廃止。

## 駅構造
単式ホーム1面1線を有する地上駅であった。

## 隣の駅
熊延鉄道
甲佐駅 - 南甲佐駅 - 佐俣駅